# Гірські кхмери
Гірські́ кхме́ри — група мон-кхмерських народів у гірських районах на заході В'єтнаму, півдні Лаосу, півночі Камбоджі та сході Таїланду. Вважаються корінним населенням цього регіону. Проживаючи в гірських районах, змогли уникнути асиміляції з боку великим сусідніх рівнинних народів: кхмерів, в'єтнамців, лаосців, тямів. Умовно об'єднуються за лінгвістичною ознакою та спільними рисами в господарстві, культурі та побуті.

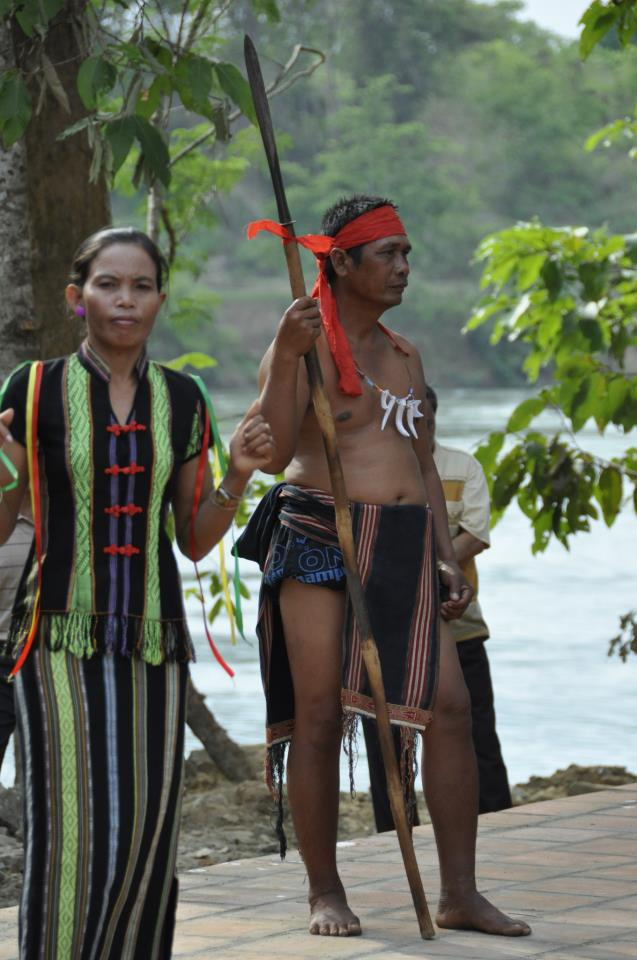
Мнонги

## Термінологія

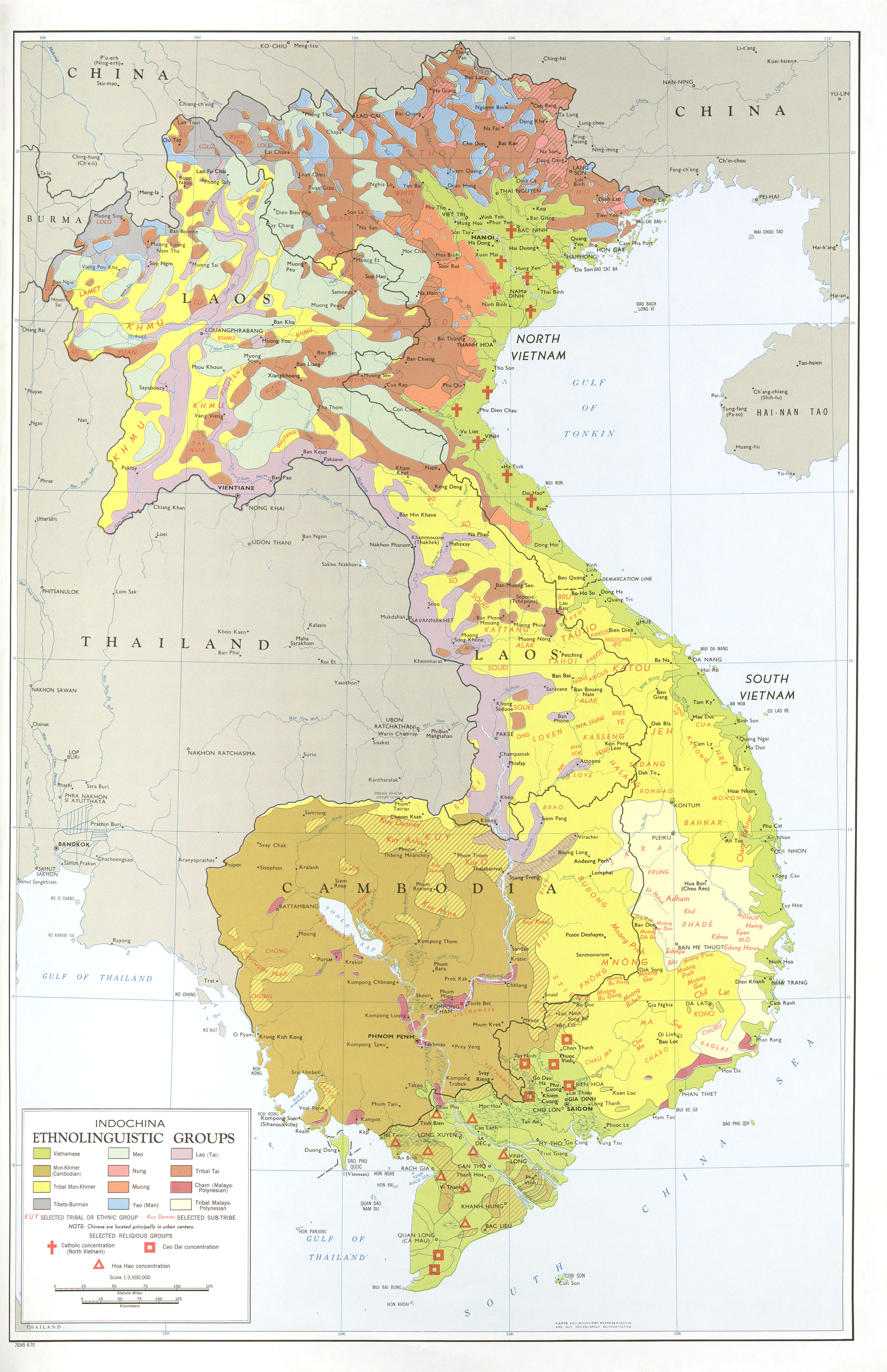
Етнолінгвістична мапа Індокитаю. Райони розселення гірських кхмерів та гірських монів позначені жовтим кольором.

Термін гірські кхмери є штучним, він застосовувався радянськими етнографами, тепер — російськими. Паралельно використовується близький термін гірські мони, різниця між ними є нечіткою: гірські мони живуть на півночі, а гірські кхмери — на півдні.
У В'єтнамі стосовно гірського населення застосовувався пейоративний термін мой, в значенні «дикуни». Після Серпневої революції 1945 року в працях в'єтнамських етнографів став використовуватись нейтральний термін «тхионг» (в'єт. Thượng), в значенні «горяни», «жителі гірських районів». До цієї категорії зараховують 28 народів, що за російським поділом належать до числа гірських кхмерів, гірських монів та гірських тямів.
Французьким аналогом в'єтнамського терміна «тхионг» є «монтаньярди» (фр. Montagnard).
У Камбоджі гірських кхмерів називають «кхмер-ли» (кхмае-ли, кхмер. ខ្មែរលើ), на противагу власне кхмерам, або «кхмер-кандал». Термін «кхмер-ли» замінив старий «пхнонг» («дикуни»).
У Лаосі населення поділяється за висотною ознакою, гірські кхмери та гірські мони належать тут до категорії середньовисотних народів «лаотенг» (лаос. ລາວເທິງ), що живуть на схилах гір на висотах від 700 до 1000 метрів над рівнем моря.

## Групи за мовою
Говорять мовами австроазійської сім'ї, що належать до банарської, катуйської та пеарської гілок.
Куї (суой) — найбільший народ серед гірських кхмерів, живуть у Таїланді та в сусідніх районах Камбоджі та Лаосу; мова належить до катуйської гілки. До них близькі бру (маконги, катанги, ванк'єу), розселені у В'єтнамі, Лаосі й Таїланді. Інші катуйські народи: таой (Лаос, В'єтнам), кату (В'єтнам, Лаос), пако (Лаос, В'єтнам), кріанги (Лаос).
Західнобанарські народи лавени (джуру), ой (сок), ньягони розселені в південному Лаосі, а брао, крунги, кравети — також на півночі Камбоджі. Поруч із ними, а також далі на схід живуть центральнобанарські народи: алаки (Лаос), зе-ченги (В'єтнам, Лаос), седанги, гре (тямре), банари (В'єтнам), тампуани (Камбоджа). Народ кор (куа) належить до східнобанарських народів. Південнобанарську групу утворюють мнонги (пнонги), стієнги, ма, кого (сре), тьоро, що живуть у суміжних районах південного В'єтнаму та Камбоджі.
Окремо в горах західної Камбоджі та сусідніх районах Таїланду розселені пеарські народи: самре, чонг, пеар (пор), анрак.
Крім рідної, залежно від країни проживання, гірські кхмери володіють в'єтнамською, кхмерською або лаоською мовою.

## Культура

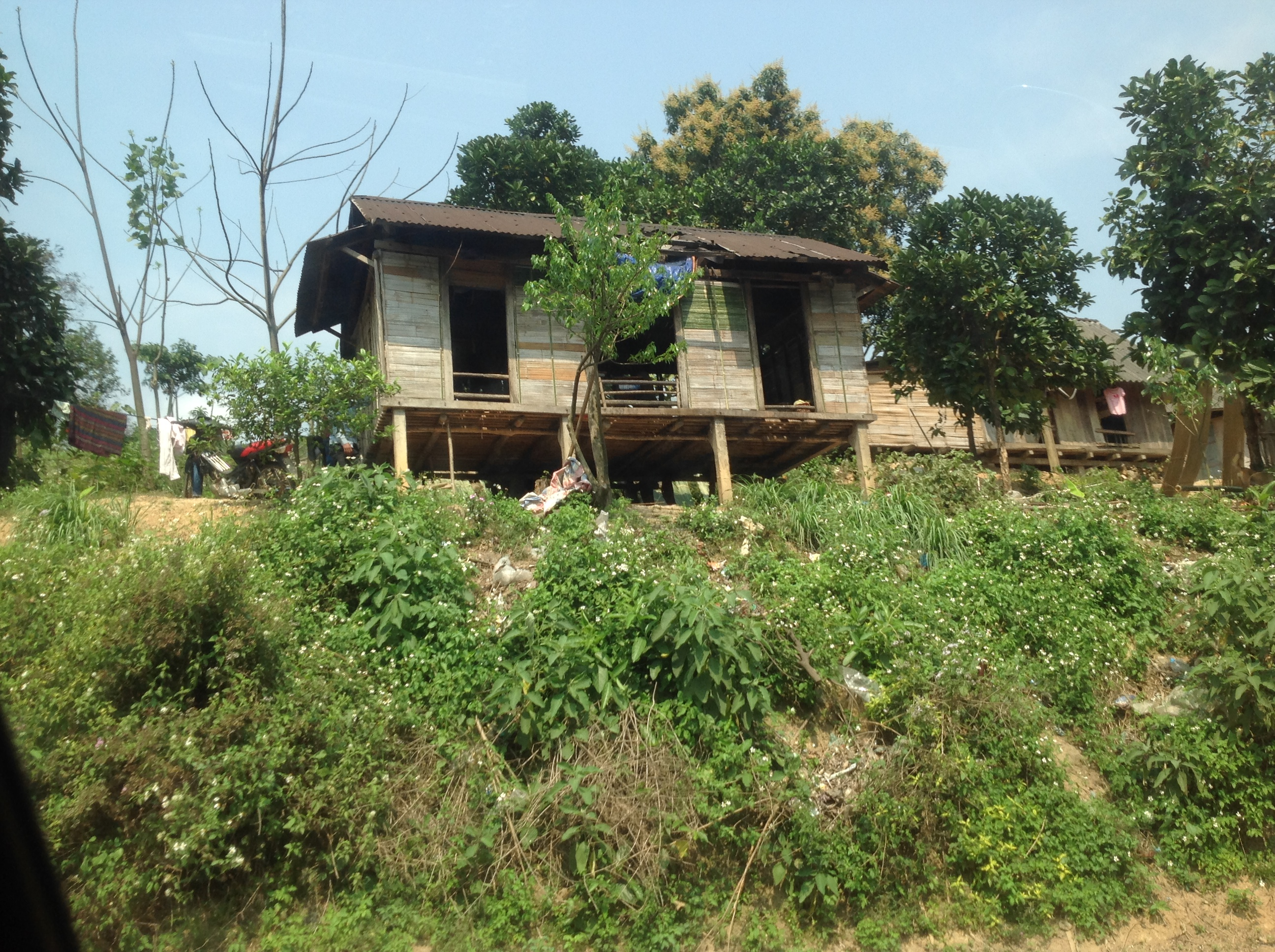
Хата народу бру

Більшість гірських кхмерів займається підсічно-вогневим землеробством на схилах гір, лише банари, мнонги, кого, лавени, частина куй, крім того, обробляють на рівнинах заливні рисові поля. Важливе значення мають також мисливство, рибальство, збиральництво, домашні ремесла. В окремих районах отримало розвиток тваринництво (буйволи, свині).
Села розташовуються на берегах річок або озер. Хати ставлять на палях.
Чоловіки носять пов'язки на стегнах, жінки обгортають навколо стегон шматок тканини. У теплу пору року верхня частина тіла зазвичай лишається голою, з настанням холодів вдягають кофти, куртки або накидки.
Сімейна структура може бути різною. Суспільство складається з автономних сільських громад.
Більшість народів зберігає традиційні анімістичні вірування, є християни та буддисти.